# Транспорт Гатчины
Гатчина является главным транспортным узлом Гатчинского района. Через неё проходят 3 железнодорожных магистрали, в Гатчине расположены 3 станции и 2 остановочных пункта. Также через Гатчину или в непосредственной близости от неё проходят несколько автодорог. Кроме того, Гатчина имеет развитую сеть городских автобусных маршрутов, а от автостанции у Варшавского вокзала отправляется большое количество пригородных автобусных маршрутов по Гатчинскому району.

## Городской транспорт

### Улично-дорожная сеть и автомобильная инфраструктура
В Гатчине насчитывается 99,3 км дорог с усовершенствованным покрытием, 40-45 тысяч автомобилей. Частым явлением являются дорожные заторы у железнодорожных переездов. Для решения этой проблемы планируется строительство автодорожных путепроводов.
По состоянию на 1 января 2009 года в Гатчине действуют:
- 8 станций технического обслуживания;
- 8 пунктов шиномонтажа;
- 7 автомоек;
- 23 платных автостоянки[4].

### Автобусный транспорт
Автобусный транспорт в Гатчине представлен маршрутами городского и пригородного сообщения.

### Троллейбус
В конце 1980-х был разработан план по строительству троллейбусной системы в городе Гатчине с последующим соединением сетей Гатчины и Ленинграда, но в начале 1990-х проект был заморожен из-за отсутствия финансирования.
В 2002 году была предпринята попытка возродить этот план. Было проведено технико-экономическое обоснование проекта и началась его реализация. Проект предполагал организацию троллейбусного движения от микрорайона Въезд через Варшавский вокзал до микрорайона Аэродром. Первая очередь предполагала строительство линии по маршруту: Варшавский вокзал — Улица Карла Маркса — Улица Чехова — Рощинская улица до Ветеринарной улицы. С этой целью было произведено строительство дороги по Рощинской улице на участке от улицы Чехова до проспекта 25 Октября, на всём участке маршрута были установлены опоры для крепления контактной сети, на площади Варшавского вокзала произведён монтаж одной растяжки. На Рощинской улице была зарезервирована территория под троллейбусное депо. Предполагалась поставка в Гатчину чешских троллейбусов «Škoda».
Однако в 2005 году проект снова был заморожен. Продолжение реализации проекта пока не планируется.

## Междугородний транспорт

### Автомобильные дороги

#### Киевское шоссе
Наиболее значимой для Гатчины автодорогой является трасса федерального значения Р23 «Псков» (Санкт-Петербург — граница с Белоруссией), которая проходит от Санкт-Петербурга до границы с Беларусью и является частью европейского автомобильного маршрута E 95 из Санкт-Петербурга в Мерзифон (Турция).
Чтобы отвести потоки транзитного транспорта от Гатчины, в 1970-х годах была построена объездная автодорога.
В 2007 году началась реконструкция участка дороги, который проходит по территории Санкт-Петербурга, которая предусматривает расширение дороги до шести полос, строительство двухуровневых развязок, подземного и надземных пешеходных переходов, устройство освещения.
В дальнейшем планируется реконструкция участка дороги, который проходит по территории Гатчинского района от деревни Дони до деревни Большие Колпаны. Предусматривается расширение дороги до 6 полос, реконструкция существующих развязок и строительство новых. Проект реконструкции согласован в 2010 году, начало реализации запланировано на 2012 год.

#### Другие автодороги
Другими автодорогами, проходящими через Гатчину или вблизи неё являются:
- 41А-002 — автодорога регионального значения Гатчина — Волосово — Ополье, начинается на юго-западной окраине Гатчины. В черте города называется Парицкое шоссе.
- 41К-100 — автодорога регионального значения Кипень — Гатчина — Куровицы. В черте города проходит по улице Ополченцев-Балтийцев, улице Чкалова, проспекту 25 октября, площади Коннетабль, Красноармейскому проспекту и Сокколовскому шоссе.
- 41К-010 — автодорога регионального значения Красное Село — Гатчина — Павловск. В черте города проходит по Красносельскому и Пушкинскому шоссе.
- 41К-011 — автодорога регионального значения Стрельна — Кипень — Гатчина. В черте города проходит по Сокколовскому шоссе, Красноармейскому проспекту, площади Коннетабля.

### Железнодорожный транспорт
Железнодорожный транспорт играет важную роль в пассажирских перевозках от Гатчины до Санкт-Петербурга и другие населённые пункты. Через Гатчину проходит 3 железнодорожных магистрали, которые соединены между собой соединительными ветками.

#### Санкт-Петербург—Гатчина-Варшавская—Луга—Псков—Варшава
Эта дорога получила название «варшавской линии». До начала 2000-х годов следующие по этой линии электропоезда отправлялись от Варшавского вокзала Санкт-Петербурга, однако затем в связи с его закрытием стали отправляться от Балтийского вокзала.
На участке от Санкт-Петербурга до Луги дорога является двухпутной и электрифицированной, активно используется как в пассажирском, так и в грузовом сообщении. По состоянию на 2009 год объёмы пассажирского движения составляют до 29 пар поездов в сутки.
В черте Гатчины на ней находится станция Гатчина-Варшавская, пассажирский терминал которой называют Варшавским вокзалом, и остановочный пункт Татьянино.

#### Санкт-Петербург—Красное Село—Гатчина-Балтийская
Эта дорога получила название «балтийской линии». Следующие по ней электропоезда отправляются от Балтийского вокзала Санкт-Петербурга.
Дорога является электрифицированной, активно используется в пассажирском сообщении. Грузовые перевозки значительной роли не играют. На участке от Санкт-Петербурга до Красного Села является двухпутной, от Красного Села до Гатчины — однопутной. По состоянию на 2009 год объёмы пассажирского движения составляют до 20 пар поездов в сутки.
В черте Гатчины на ней находится станция Гатчина-Балтийская, пассажирский терминал которой называют Балтийским вокзалом, и остановочный пункт Мариенбург.

#### Мга—Гатчина-Товарная—Ивангород—Таллин
Активно используется для грузовых перевозок, пассажирское сообщение развито слабо. На разных участках дорога является однопутной или двухпутной. На участке от Гатчины до Ивангорода является неэлектрифицированной. В настоящее время проводится реконструкция магистрали. В черте Гатчины на ней находится станция Гатчина-Товарная.

### Авиационный транспорт
Международный аэропорт «Пулково» находится в 30 км к северу от Гатчины.
В 14,5 км к югу от Гатчины, в селе Никольское, располагается аэродром «Сиворицы», на его базе действует авиационно-спортивный клуб РОСТО.